# Новое Селище (Одесская область)
Новое Селище (укр. Нове Селище) — село, относится к Лиманскому району Одесской области Украины.
Население по переписи 2001 года составляло 80 человек. Почтовый индекс — 67512. Телефонный код — 4855. Занимает площадь 0,24 км². Код КОАТУУ — 5122781503.

## Местный совет
67514, Одесская обл., Лиманский р-н, с. Каиры, ул. Центральная, 22